# Liste der Kulturdenkmäler in Lingelbach (Alsfeld)
Die folgende Liste enthält die in der Denkmaltopographie ausgewiesenen Kulturdenkmäler auf dem Gebiet des Ortsteils Lingelbach der  Stadt Alsfeld, Vogelsbergkreis, Hessen.
Hinweis: Die Reihenfolge der Denkmäler in dieser Liste orientiert sich an der Anschrift, alternativ ist sie auch nach der Bezeichnung, der vom Landesamt für Denkmalpflege vergebenen Nummer oder der Bauzeit sortierbar.
Kulturdenkmäler werden fortlaufend im Denkmalverzeichnis des Landes Hessen durch das Landesamt für Denkmalpflege Hessen auf Basis des Hessischen Denkmalschutzgesetzes (HDSchG) geführt. Die Schutzwürdigkeit eines Kulturdenkmals hängt nicht von der Eintragung in das Denkmalverzeichnis des Landes Hessen oder der Veröffentlichung in der Denkmaltopographie ab.

| Bild                            | Bezeichnung             | Lage                                                            | Beschreibung | Bauzeit                | Objekt-Nr. |
| ------------------------------- | ----------------------- | --------------------------------------------------------------- | --- | ---------------------- | ---------- |
| Bild gesucht BW                 | Gesamtanlage Lingelbach | Gesamtanlage Lage                                               | Die Gesamtanlage der Ortschaft Lingelbach zeichnet sich durch eine geschlossene historische Bebauung im Verlauf der Durchgangsstraße aus, deren Gebäude städtebauliche Merkpunkte setzen. Der Siedlungskern befindet sich in der Umgebung der Kirche, ein bescheidener Saalbau aus dem Jahr 1793. Nördlich von der Kirche abgesetzt reihen sich mehrere Gebäude aneinander, die im Verlauf des kurvig verlaufenden, engen Straßenzuges deutliche Blickachsen begrenzen. |                        | 12542 DDB  |
| Hofanlage                       | Hofanlage               | Breitenbacher Straße 8 LageFlur: 13, Flurstück: 36/1            | Dreiseitig erschlossene Hofanlage am westlichen Ortsrand mit einem regelmäßigen Fachwerkgefüge des späten 19. Jahrhunderts, bestehend aus doppelt verriegelten Stockwerkstreben in den Gebäudeecken und zu Seiten der Eingangstür im Hauszentrum. | Ende 19. Jahrhundert   | 13338 DDB  |
| Einhaus                         | Einhaus                 | Breitenbacher Straße 18/18A LageFlur: 13, Flurstück: 55/3, 55/4 | Den innerörtlichen Kreuzungsbereich von Breitenbacher und Grebenauer Straße besetzt städtebaulich wirksam das Einhaus einer dreiseitigen Hofanlage mit dem ortstypischen Mansarddach. | Mitte 19. Jahrhundert  | 12544 DDB  |
| Einhaus                         | Einhaus                 | Breitenbacher Straße 20 LageFlur: 13, Flurstück: 64/1           | Im nördlichen Abschnitt der Gesamtanlage erhebt sich ein Einhaus aus dem Jahr 1822 von besonders wichtiger städtebaulicher Bedeutung. Die deutlich artikulierte Sockelzone wird von einer einläufigen Freitreppe erschlossen. | 1822                   | 12545 DDB  |
| Hofanlage                       | Hofanlage               | Breitenbacher Straße 22 LageFlur: 12, Flurstück: 35/2           | Städtebaulich akzentuierte Hofanlage im Verlauf der Durchgangsstraße aus der Mitte des 19. Jahrhunderts, kenntlich an den doppelt verriegelten Stockwerkstreben bzw. den Andreaskreuzen im Eingangsbereich. | Mitte 19. Jahrhundert  | 12547 DDB  |
| Wohnhaus und Wirtschaftsgebäude | Fachwerkwohnhaus        | Breitenbacher Straße 25 LageFlur: 14, Flurstück: 1/3            | Traufständig zur Straße orientiertes Fachwerkwohnhaus, dessen Bausubstanz dem älteren Bestand der historischen Gebäude im Ort angehört. | Mitte 18. Jahrhundert  | 12546 DDB  |
| Fachwerkwohnhaus                | Fachwerkwohnhaus        | Grebenauer Straße 4 LageFlur: 14, Flurstück: 23/2               | Das Fachwerkwohnhaus aus dem Beginn des 19. Jahrhunderts übt im Verlauf des sich verengenden Straßenzuges zusammen mit dem gegenüber befindlichen Einhaus eine wichtige Torfunktion aus. | Beginn 19. Jahrhundert | 13339 DDB  |
| Hofanlage                       | Hofanlage               | Grebenauer Straße 5 LageFlur: 13, Flurstück: 84/5               | Traufständiges Fachwerkwohnhaus einer Hofanlage mit einer inschriftlichen Datierung des Jahres 1786. Das Gerüstgefüge des Gebäudes verfügt über eine regelmäßig angeordnete Struktur, die sich aus doppelt verriegelten Mannfiguren mit eingestelltem Stiel zusammenfügt. | 1786                   | 13340 DDB  |
| Fachwerkwohnhaus                | Fachwerkwohnhaus        | Grebenauer Straße 7 LageFlur: 13, Flurstück: 99/2               | 1632 datiertes Fachwerkwohnhaus ein einem Fachwerkgefüge, das ganz wesentlich von den weitausgreifenden Fußstreben an den Eckständern geprägt wird. Der Bereich des Geschoßüberstandes wird durch aufwendig gestalteten Dekor hervorgehoben. | 1632                   | 13341 DDB  |
| Wohn-Wirtschaftsgebäude         | Wohn-Wirtschaftsgebäude | Grebenauer Straße 8 LageFlur: 13, Flurstück: 88/1               | Wohn-Wirtschaftsgebäude auf einer städtebaulich ausgezeichneten Inselsituation in traufständiger Orientierung. Das Gebäude, dessen Fassade mit Schindeln versehen ist, stammt aus der zweiten Hälfte des 18. Jahrhunderts. | Mitte 18. Jahrhundert  | 13342 DDB  |
| Hofanlage                       | Hofanlage               | Grebenauer Straße 11 LageFlur: 13, Flurstück: 104/1             | Großdimensionierte Hofanlage, im zweiten Drittel des 19. Jahrhunderts in einer hinterhoflage erbaut. Die Gebäudegruppe zeichnet sich durch ein regelmäßig strukturiertes Fachwerkgefüge aus. | Ende 19. Jahrhundert   | 12552 DDB  |
| weitere Bilder                  | Evangelische Kirche     | Grebenauer Straße 15 LageFlur: 13, Flurstück: 94                | Am südlichen Ortsausgang befindet sich die im Jahr 1793 geweihte Kirche, ein in seiner äußeren Erscheinungsform schlichter Putzbau mit ausgebildeter Sockelzone, einer mäßig ausgeprägten Eckquaderung und hohen Segmentbogenfenstern. | 1793                   | 12554 DDB  |
| Pfarrhaus                       | Pfarrhaus               | Grebenauer Straße 17 LageFlur: 13, Flurstück: 110/1             | Jenseits der Kirche befindet sich das Pfarrhaus, das im Jahr 1895 an dieser Stelle erbaut wurde. Es handelt sich um ein eingeschossiges Gebäude mit ausgebautem Dachgeschoss und vorgezogenem Mittelrisalit. | 1895                   | 12555 DDB  |
| Hofanlage                       | Hofanlage               | Königsstraße 2 LageFlur: 13, Flurstück: 62/1                    | Das Fachwerkwohnhaus aus der Mitte des 19. Jahrhunderts gehört zu der ortsbildprägenden Gruppe von Häusern, die sich durch ein abschließendes Mansarddach auszeichnen. | Mitte 19. Jahrhundert  | 12556 DDB  |